# Toshimitsu Motegi

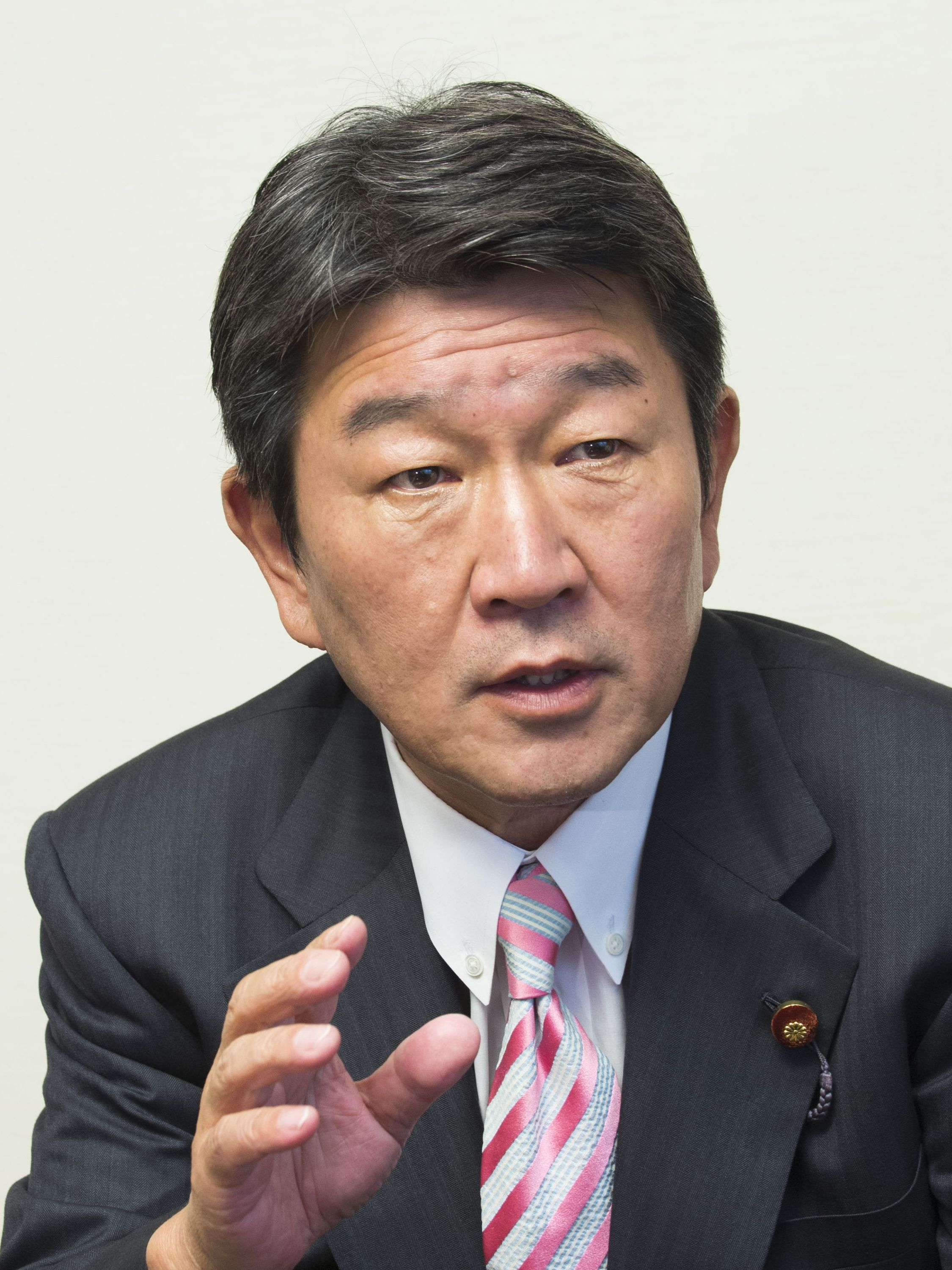
Motegi während des WEFs 2020

Toshimitsu Motegi (jap. 茂木 敏充 Motegi Toshimitsu; * 7. Oktober 1955 in Ashikaga, Präfektur Tochigi) ist ein japanischer Politiker (NJP→parteilos→LDP), Abgeordneter im Shūgiin, dem Unterhaus des nationalen Parlaments, für den 5. Wahlkreis Tochigi, ehemaliger LDP-Generalsekretär und ehemaliger Außenminister. In der LDP führt er seit 2021 seine eigene Faktion, die sich zwar wie alle LDP-Faktionen außer der Asō-Faktion im LDP-Skandal um schwarze Kassen 2024 als [gesetzlich registrierte, zu eigenen politischen Geldern berechtigte] seiji dantai („politische Gruppierung“) auflöste, aber als informelle innerparteiliche Machtgruppierung ausdrücklich weiterbestehen soll.

## Leben
Nach seinem Studium an der Universität Tokio war Motegi von 1978 bis 1980 Angestellter bei Marubeni K.K. Anschließend absolvierte er ein Graduiertenstudium an der Harvard Kennedy School. 1983 arbeitete er zunächst bei der Yomiuri Shimbun als politischer Journalist, danach bis 1991 als Berater für McKinsey.
Motegis Karriere in der Politik begann 1993, als er als Kandidat der Neuen Japan-Partei im 2. Wahlkreis Tochigi (5 Mandate) erstmals ins Shūgiin gewählt wurde. Nach dem Ende der Regierung Hata und der Auflösung der Partei schloss er sich nach einigen Monaten als Unabhängiger 1995 der LDP an. Als Ergebnis der Wahlrechtsreform von 1994 kandidierte er für die LDP ab 1996 im Einzelwahlkreis Tochigi 5, zu dem neben seiner Heimatstadt Ashikaga auch Sano und Tochigi gehören. Dort wurde er zehnmal mit deutlichem Vorsprung vor seinen Herausforderern gewählt, zuletzt 2024 mit rund 63 Prozent der Stimmen.
Von 1999 bis 2000 war Motegi parlamentarischer Staatssekretär (seimujikan) im MITI, von 2001 bis 2003 dann unter Premierminister Koizumi Staatssekretär (fuku-daijin) im Außenministerium. Nach der Shūgiin-Wahl 2003 ernannte ihn Koizumi zum Staatsminister für Angelegenheiten von Okinawa und der Nördlichen Territorien, Datenschutz, Wissenschafts- und Technologiepolitik in seinem 2. Kabinett.
Ab 2007 war Motegi Vorsitzender des Shūgiin-Ausschusses für Gesundheit und Arbeit, bevor Premierminister Yasuo Fukuda ihn im August 2008 zum Staatsminister für den Finanzsektor berief. Wie sein Vorgänger Yoshimi Watanabe erhielt er auch die Zuständigkeiten für Verwaltungsreform und die Reform des öffentlichen Dienstes. Allerdings übernahm ihn Fukudas Nachfolger Tarō Asō im September 2008 nicht in sein Kabinett, die Zuständigkeit für den Finanzsektor wurde dem Finanzministerium zugeschlagen.
Von 2011 bis 2012 war Motegi unter Sadakazu Tanigaki PARC-Vorsitzender der LDP. Im Dezember 2012 wurde Motegi Wirtschaftsminister im zweiten Kabinett von Shinzō Abe. Bei der Kabinettsumbildung im September 2014 wurde er durch Yūko Obuchi ersetzt und wechselte als Vorsitzender des Wahlkampfausschusses (senkyo taisaku iinchō) in den LDP-Vorstand. Vom 3. August 2016 bis zum 3. August 2017 war er erneut PARC-Vorsitzender.
Premierminister Abe berief ihn als Staatsminister für Wirtschafts- und Fiskalpolitik in sein zum dritten Mal umgebildetes drittes Kabinett. Dort war Motegi zudem für die Regierungsprogramme „Wirtschaftserneuerung“, „Entwicklung des Personalwesens“  und „integrierte Reform von Sozialsicherungssystem und Steuern“ zuständig. In dieser Position leitete er von 2018 bis 2019 die Handelsgespräche mit den Vereinigten Staaten, bei denen Japan faktisch keine größeren Zugeständnisse als bei den Verhandlungen zur von US-Präsident Donald Trump aufgekündigten  Transpazifischen Partnerschaft machen musste. Als Anerkennung beförderte Abe Motegi bei der Kabinettsumbildung im September 2019 zum Außenminister. Im nachfolgenden Kabinett Suga amtierte er weiterhin als Außenminister. Auch im ersten Kabinett Kishida, das seit 4. Oktober 2021 amtiert, war er zunächst unverändert Außenminister. Nach der Mehrheitswahlniederlage von Akira Amari bei der Shūgiin-Wahl 2021 trat dieser als LDP-Generalsekretär zurück, und Motegi ersetzte ihn. Geschäftsführender Nachfolger als Außenminister ist zunächst Fumio Kishida; im zweiten Kabinett Kishida, das am 10. November 2021 gebildet wurde, übernahm Yoshimasa Hayashi das Amt des Außenministers. Ebenfalls im November 2021 übernahm er formal die Führung seiner Faktion vom kurz vor der Wahl verstorbenen Wataru Takeshita. Als Generalsekretär blieb er bis zum Ende von Kishidas Amtszeit 2024 im Amt. Bei der folgenden Wahl des Parteivorsitzenden im September 2024 trat Motegi selbst an, schied in einem Rekordfeld aus neun Kandidaten aber auf dem sechsten Platz im ersten Wahlgang aus.